# Marcelo Forni
Marcelo Forni Lobos (15 de octubre de 1967) es un abogado y político chileno, independiente; fue diputado por el distrito N.º 11 de la Región de Valparaíso en el período 2002-2010.

## Biografía

### Estudios
Abogado con amplia trayectoria en el mundo público y privado. Actualmente es Presidente del Directorio de Cajas de Chile A.G., gremio que agrupa a las Cajas de Compensación de Chile. Cuenta con un Postítulo en Comunicación Estratégica en la Pontifica Universidad Católica de Chile; un Executive Program en Strategic Comunication en Georgetown University, un Magister en Estudios Políticos en la Universidad de Los Andes, un Magíster en Tributación Internacional en la Universidad Andrés Bello, un Master en Economía y Administración de Empresas para Abogados en la Universidad Gabriela Mistral; y un Executive LLM, en la Universidad del Desarrollo.  
Durante su trayectoria profesional en el mundo privado ha asesorado a diversas empresas y gremios en temas legales, comunicacionales y de responsabilidad social empresarial. En el mundo público fue Diputado de la República durante dos períodos consecutivos (2002-2006 y 2006-2010), destacando como uno de los diputados más productivos del Parlamento desde su reinstalación en 1990, con casi treinta iniciativas de su autoría convertidas en ley. Durante su gestión parlamentaria integró las comisiones permanentes de Constitución, Legislación y Justicia, Salud y Relaciones Exteriores, y fue Jefe de la Bancada de Diputados de la UDI, en ese momento, la más numerosa del Congreso Nacional. En 2010 retoma sus actividades en el sector privado, asumiendo la Gerencia de Asuntos Corporativos de CorpGroup. En este período se desempeñó además como Director de la Fundación Cultural Corpartes y Director del Santiago Festival Internacional de Cine (SANFIC). En la actualidad integra el Comité Asesor del Consejo de Relaciones Internacionales de la Pontificia Universidad Católica de Chile (CEIUC), es Consejero y presidente del Comité de Apoyo Legislativo de la Cámara Nacional de Comercio de Santiago (CCS), y secretario del Tribunal de Honor de la ANFP y director de la Fundación Santa Clara.

## Carrera política
Fue elegido diputado en 2001 para el período 2002 a 2006 y reelecto en diciembre de 2005 para el período 2006 a 2010, destacando como uno de los diputados más productivos del Parlamento desde su reinstalación en 1990, con casi treinta iniciativas de su autoría convertidas en ley. 
En las parlamentarias de 2009 asumió el desafío de competir como candidato a senador por la V Circunscripción Cordillera, donde pese a haber obtenido la más alta votación en la historia de su partido en esa zona, y a haber derrotado a grandes figuras de la política chilena como el senador Carlos Ominami y Nelson Ávila, perdió tan solo por tres puntos ante la candidata de Renovación Nacional, Lily Pérez. Durante su gestión parlamentaria integró las comisiones permanentes de Constitución, Legislación y Justicia, Salud y Relaciones Exteriores, y fue Jefe de la Bancada de Diputados de la UDI, en ese momento, la más numerosa del Congreso Nacional.

## Historial electoral

### Elecciones parlamentarias de 2001
- Elecciones parlamentarias de 2001 a diputado por el distrito 11 (Calle Larga, Catemu, Llay-Llay, Los Andes, Panquehue, Putaendo, Rinconada, San Esteban, San Felipe y Santa María)[1]

### Elecciones parlamentarias de 2005
- Elecciones parlamentarias de 2005 a diputado por el distrito 11 (Calle Larga, Catemu, Llay-Llay, Los Andes, Panquehue, Putaendo, Rinconada, San Esteban, San Felipe y Santa María)[2]

### Elecciones parlamentarias de 2009
- Elecciones parlamentarias de 2009, para la Circunscripción 5 (V Región Cordillera)[3]